# Мохамад Таиб Осман
Мохама́д Таи́б Осма́н (малайск.  Mohd Taib Osman; 13 мая 1934 года, Сингапур — 3 сентября 2017 года, Куала-Лумпур) — исследователь в области малайского языка, малайской литературы и культуры Малайзии.

## Краткая биография
Родился в семье учителя. В 1942—1943 гг. учился в японской школе, затем в английской школе, в 1949—1953 в Институте Раффлза. В 1954—1958 гг. занимался в Университете Малайя в Сингапуре. С 1959 г. ассистент преподавателя департамента малайских исследований Университета Малайя (Куала-Лумпур). В 1961 г. защитил магистерскую диссертацию и поступил в докторантуру университета Индиана в США, которую закончил в 1967 году, получив звание доктора философии в области фольклора и антропологии культуры. Вернувшись из США, занял пост старшего преподавателя Университета Малайя. В 1968 г. в возрасте 33 лет стал профессором. В 1968 г. исполнял обязанности декана гуманитарного факультета, в 1975—1976 гг. стал заведующим департамента малайских исследований, в 1978—1982 гг. занимал пост декана гуманитарного факультета, в 1988—1989 гг. снова возглавлял департамент малайских исследований. В 1989 г. — исполняющий обязанности ректора, а в 1991—1994 гг. — ректор Университета Малайя.

## Научная деятельность
Известен как выдающийся исследователь в области малайского языка, малайской литературы и культуры. Изучал фольклор, древние памятники словесности, социальные аспекты культуры, разработал методику классификации устного народного творчества стран Юго-Восточной Азии. Автор нескольких десятков книг и сотен статей.

## Общественная и международная деятельность
В разные годы был членом Городского совета Петалинг-Джаи, председателем Комитета Национального конгресса культуры, членом Правления Совета по языку и литературе, членом Жюри по присуждению литературных премий, Президентом Малайского общества азиатских исследований, членом комитета Национального союза писателей (ПЕНА), членом жюри по присуждению звания «Национальный писатель», почётным куратором Национального музея, членом комитета советников ЮНЕСКО по проблемам культуры Юго-Восточной Азии и председателем проекта «Исламская цивилизация в малайском мире» Центра исследований истории ислама, искусства и культуры под эгидой организации Исламская конференция.

## Награды[6]
- Орден Верного защитника короны Верховного правителя Малайзии (1972)
- Орден «Darjah Mulia Seri Melaka» (DMSM) и звание «Датук» (1993)
- Почётный профессор Национального университета Малайзии (1990)
- Почетный профессор Университета Малайя (1996)
- Anugerah Tokoh Warisan (2005)[7]

## Cемья
- Жена Hajah Zahirah Haji Zainuddin, пятеро детей. Дочь Norlin Othman - посол в Бангладеш (2012-2015), в Швеции (с 2016 г.)

## Основные публикации[8]
- Encyclopedia of Malaysia: Rulers of Malaysia by Professor Emeritus Mohd Taib Osman. 2012
- Adab Raja-Raja. Kuala Lumpur: Perpustakaan Negara Malaysia, 2006.
- Universiti dan tradisi kecemerlangan. Kuala Lumpur: Penerbit Universiti Malaya, 2004.
- Budaya dan Bahasa Melayu: masalah dan harapan. Kuala Lumpur: Penerbit Universiti Malaya, 2004.
- Cerita Lipur Lara/ tuturan Mir Hassan dan Pawang Ana. Dikaji dan diperkenalkan oleh Mohd. Taib Osman. Ketua Editor Hassan Ahmad. Kuala Lumpur: Yayasan Karyawan, 2004.
- Globalisasi, Patriotisme dan Isu-isu Kemasyarakatan. Kuala Lumpur: Universiti Malaya Publication, 2004.
- Tfmadun Islam di Malaysia. Diselenggarakan oleh Mohd. Taib Osman dan A. Aziz Deraman. Kuala Lumpur: DBP, 2000.
- Islamic civilization in the Malay world. Edited by Mohd. Taib Osman. Kuala Lumpur: DBP, 1997.
- Bingkisan kenangan untuk pendeta. Kuala Lumpur: DBP, 1993.
- Pengkajian sastera rakyat bercorak cerita. Diselenggarakan oleh Mohd. Taib Osman. Kuala Lumpur: DBP, 1991.
- Malay folk beliefs. An integration of disparate elements. Kuala Lumpur: DBP, 1989.
- Masyarakat Melayu: struktur, organisasi dan manifestasi. Penyelenggara, Mohd. Taib Osman. Kuala Lumpur: DBP, 1989.
- Kebudayaan Melayu dalam beberapa persoalan. Kuala Lumpur: 1988.
- Bunga rampai: aspects of Malay culture. Kuala Lumpur: 1988.
- Kajian budaya dan masyarakat di Malaysia. Disusun oleh Mohd. Taib Osman dan Wan Kadir Yusoff. Kuala Lumpur: DBP, 1987.
- An introduction to the development of modern Malay language and literature.Times Books International, 1986.
- Malaysian world-view. Edited by Mohd. Taib Osman. Singapore: Southeast Asian Studies Program, Institute of Southeast Asian Studies, 1985.
- Hikayat Awang Sulung Merah Muda oleh Pawang Ana dan Raja Haji Yahya. Didasarkan pada naskhah Sir R.O. Winstedt dan A.J. Sturrock; dengan kata pengantar oleh Mohd. Taib Osman. Kuala Lumpur:Fajar Bakti, 1985.
- Kajian budaya dan masyarakat di Malaysia. Kuala Lumpur: DBP, 1983.
- Manual for collecting oral tradition: with special reference to Southeast Asia. Kuala Lumpur: DBP, 1982
- Pengajaran Bahasa dan kesusastraan Malaysia. Disunting oleh Mohd. Taib Osman. Kuala Lumpur: DBP, 1977.
- Traditional drama and music of Southeast Asia. Ppapers presented at the International Conference on Traditional Drama and Music of Southeast Asia, Kuala Lumpur, 27th to 30th August, 1969).Edited by Mohd. Taib Osman. Kuala Lumpur:DBP, 1974.
- Kesusasteraan Melayu Lama. Kuala Lumpur: Federal Publications, 1965.